# Avenue Richard Neybergh
L’avenue Richard Neybergh est une avenue de la Ville de Bruxelles, dans l’ancienne commune de Laeken.
Celle-ci donne sur le rond-point du Pannenhuis en sa partie basse et sur la rue Léopold Ier en sa partie haute. Celle-ci rencontre, de plus, l’Avenue Prudent Bols ainsi que les rues Laneau et Louis Wittouck.
Initialement une rue, elle fut percée en 1905 et porte le nom de Richard Neybergh, architecte et échevin des travaux publics de 1900 à 1907 à Laeken.

## Accès
| ___ | Ce site est desservi par les stations de métro : Pannenhuis et Bockstael. |